# 真夏的果實
《真夏的果實》（日语：真夏の果実）是日本樂團南方之星的第28張單曲和代表作之一，於1990年7月25日發行。

## 歌曲說明
真夏的果實
A面曲《真夏的果實》是南方之星的桑田佳祐初次執導的電影《稻村珍》（東寶株式會社出品）的主題曲，收錄與電影同名的原聲音樂專輯《稻村珍》（也作為南方之星的第十張錄音室專輯），同時也作為RECRUIT「B-ing」的電視廣告歌曲。
用了烏克麗麗（即夏威夷四弦琴）作為演奏樂器，吉他主要由大森隆志擔當。音樂錄像帶（PV）由電影《稻村珍》的片段剪輯而成，該PV收錄在2003年發行的DVD《Inside Outside U·M·I》。桑田佳祐曾表示《真夏的果實》是他最喜歡的南方之星的歌曲。
悲傷戀歌 (Live at BUDOKAN)
B面曲《悲傷戀歌》是沖繩風的歌曲，原由子主唱。是同年年初發行的錄音室專輯《Southern All Stars》的收錄曲目。同年在日本武道館舉行的演唱會《夢中相見SHOW》作為音源錄製成這張CD單曲的c/w曲。

## 收錄曲目
1. 真夏的果實（真夏の果実）
作詞、作曲：桑田佳祐；編曲：南方之星 & 小林武史
2. 悲傷戀歌 (Live at BUDOKAN)（ナチカサヌ恋歌 (Live at BUDOKAN)）
作詞、作曲：桑田佳祐；編曲：南方之星

## 製作人員
- 桑田佳祐：主音（#1）、 吉他（#2）
- 大森隆志：吉他、和音（#1、2）、烏克麗麗（#1）
- 原由子：鍵盤（#1,2）、和音（#1）、主音（#2）
- 關口和之：貝斯、 和音（#1、2）
- 松田弘：鼓、和音（#1,2）
- 野澤秀行：打擊樂器、和音（#1、2）
- 真夏的果實
  - 小林武史：鍵盤
- 悲傷戀歌 (Live at BUDOKAN)
  - 片山敦夫：鍵盤
  - 包國充：薩克斯風、長笛
  - 新城久美：長唄、舞曲
  - 神山静子：長唄、舞曲
  - ：長唄、舞曲
- 特別鳴謝：小林克也 &

## 銷售情況
| 發售時間      | 排行榜     | 最高排行 | 首週銷量 | 累計銷量 | 在榜時間 |
| ------------- | ---------- | -------- | -------- | -------- | -------- |
| 1990年7月25日 | Oricon週榜 | 4        | 6.1萬    |          | 30週     |
| 1990年7月25日 | Oricon年榜 | 9        |          | 53.3萬   |          |
| 2005年6月25日 | Oricon週榜 | 30       | 0.6萬    | 1.6萬    | 6週      |
| 合計          | 合計       | 合計     | 合計     | 54.9萬   | 36週     |

單曲發售的首週在Oricon公信榜排行第5位，首週銷量6.1萬張，排名和銷量都並不算高，但是很快就顯現出長足的後勁，發售後連續12個星期徘徊在Oricon公信榜前十位；到發售後第六週，登上Oricon公信榜第四位，是這首單曲的最高排位，最終在1990年度的年榜上高踞第七位。
1998年2月11日，再度發行8cmCD盤。2005年6月25日，和南方之星其它的許多久單曲一起進行12cmCD化再售，最終總銷量達54.9萬張。

## 榮譽
第32回日本唱片大賞（流行·搖滾部門）
- 搖滾金唱片賞
- 最優秀搖滾歌唱賞
- 作曲賞（桑田佳祐）[12]

第5回日本金唱片大賞
- 最佳五大藝人賞
- 年度最佳藝人賞[13]

《真夏的果實》取得了眾多重要的音樂獎項，南方之星也希望以這首歌首次衝擊唱片大賞這個日本樂壇的最高獎項榮譽，桑田佳祐在當年12月31日亦表明「說實話當然想取得唱片大賞」。當年的唱片大賞，南方之星的《真夏的果實》和B.B.Queens的《大家來跳舞》（人氣電視動畫《櫻桃小丸子》的主題曲）是最熱門的兩首候選歌曲，但最後還是由B.B.Queens奪得大賞。這次與唱片大賞失之交臂，一直讓南方之星耿耿於懷；之後他們多年一直以唱片大賞作為目標，直到2000年創作出《TSUNAMI》這首日本史上銷量最高的CD單曲並一舉奪下唱片大賞。

## 評價
雖然《真夏的果實》作為南方之星的唱片銷量不算很高，甚至不在其單曲的銷量排名前十之內，但多年來一直都是南方之星的歌迷首屈一指最喜愛的幾首歌曲之一，在歷次歌迷投票中，《真夏的果實》和《率性辛巴達》、《心愛的艾莉》、《希望之轍》、《TSUNAMI》等高踞前列。2008年，南方之星宣布將暫停活動，並舉行《真夏的大感謝祭》活動，進行了歌迷的大範圍投票，從200多首歌曲中選出最經典的歌曲——《真夏的果實》被票選為第一位，統計機構收到大量類似「無論聽到多少次都會哭泣」的回應。
此外，這首歌也成為日本國民度極高的情歌和夏季代表歌曲。在朝日電視台音樂節目《MUSIC STATION》2009年舉行的「新國民名曲TOP100」的投票中，《真夏的果實》排在第六位。

## 軼事
歌曲創作期間曾發生一件趣事。當年桑田拍攝《稻村珍》的外景，曾在伊豆逗留，經紀人帶了一個年輕的小孩同行。桑田剛好創作好《真夏的果實》的曲子，想讓那個小孩聽聽。但小孩因為吃錯東西拉肚子，聽了好久之後才痛苦地說：「痛痛痛……呀……我實在不怎麼喜歡。」

## 翻唱作品
《真夏的果實》被日本國內和亞洲各地多位歌手翻唱過，日語重唱的包括鄧麗君、河村隆一、EXILE等版本；外語翻唱最著名的要數香港歌手張學友的《每天愛你多一些》，此歌是張學友的代表性歌曲，也成為粵語流行音樂極具影響力的經典之作，而隨著《每》在香港的成功，唱片公司BMG Pacific更於1991年首次把南方之星《稻村珍》專輯引入香港發售。

### 日語重唱
- 1991年 - 鄧麗君（收錄于專輯《テレサ·テン 全曲集 '92》，1991年底发行，目前最早的日语重唱版本）[20]
- 1999年 - 前川清（收錄於專輯《Ballad Selection 明天》）[21]
- 2005年 - （粉紅邦妮 with 齊藤和義）（分別收錄於粉紅邦妮的專輯《REMINISCENCE》及齊藤和義的專輯《紅盤》）[22][23]
- 2006年 - 河村隆一（收錄於專輯《evergreen ～憶猶未盡～》）[24]
- 2006年 - SOTTE BOSSE（收錄於專輯《Essence of life》）[25]
- 2007年 - 佐藤竹善[26]
- 2007年 - 歌舞伎町的牛郎店AIR GROUP[27]
- 2007年 - 中西保志（收錄於專輯《Standards》）[28]
- 2008年 - EXILE[29]
- 2008年 - 中村晏由美（收錄於專輯《VOICE》）[30]
- 2008年 - 森山良子（收錄於專輯《春夏秋冬》）[31]
- 2013年 - 絢香（收錄於專輯《遊音倶楽部 ～1st grade～》）[32]

### 外語翻唱
- 1991年 - 香港歌手張學友粵語版《每天愛你多一些》（收錄於專輯《情不禁》）[33]
- 1992年 - 台灣歌手剛澤斌國語版《妳在他鄉》[34]
- 1992年 - 台灣歌手江明學國語版《等你在雨過天晴那一天》（收錄於專輯《心情盒子1》）
- 1992年 - 台灣歌手林慧萍台語版《唱歌家己聽》（收錄於專輯《台灣國語》）
- 1993年 - 香港歌手張學友國語版《每天愛你多一些》（收錄於專輯《吻別》）
- 1997年 - 菲律賓歌手唐娜·克魯茲（英语：Donna Cruz）他加祿語版《Isang Tanong, Isang Sagot》
- 2000年 - 台灣歌手卜學亮國語版《恭喜發財歌》（收錄於專輯《我愛阿亮》）
- 2005年 - 美國歌手菲利普·貝利（英语：Philip Bailey）英語版《Mid-Summer Blossoms》（收錄於專輯《All of Mid-Summer Blossoms:》）
- 2008年 - 香港歌手薛凱琪、方大同國語版《復刻回憶》（收錄於專輯《It's My Day》）[34]

## 外部連結
- 唱片介紹 （页面存档备份，存于）